# بولبول
بولبول (اسم الكامل: مورتوزا ماشادي أغلو مامادوف) (بالأذرية: Bülbül) - مغني الأوبرا الأذربيجانية (غنائية درامية تينور)، باحث الموسيقى الفولكلور، مؤسس لمهنية الفن الصوتي في أذربيجان، فنان الشعب للإتحد السوفيتي، الحائز لجائزة ستالين.

## حياته
ولد بولبول 22 يونيو، عام 1897, في منطقة خانباغ، لمحافظة شوشا.
و معروف بلقب «بلبول» (في ترجمة من لغة أذرية - «العندليب») وفقا لصوته وقدراته الموسيقية غير العادية.
وفي وقت لاحق، اختار المغني لقب «بلبول» لنفسه.
يحظى بلبول باحترام كبير في الساحة الفنية.
سافر بلبول الي محافظة كنجه في عام 1909. بداء هناك المجد لمغني الشاب، وبداء رحلته الفنية من عام1916.
منذ عام 1920 كان عازفا منفردا في مسرح الأوبرا الأكاديمية في أذربيجان وباليه.
تلعب في اوبيرة عزير حجيبكوف في السنوات الأول <<ليلى ومجنون >>, << عصلى وكارام >>, عاشيق قارب>>.

تخرجت من المدرسة الموسيقي باكو في عام 1927.
سافر إلى مدينة ميلانو، إيطاليا لمواصلة تعليمه في سياق الحكومية.
توفي في 26 سبتمبر 1961 في باكو، دفن في ممشى الفخري.
وفي الوقت الحاضر، سميت إسمه بلبول المدرسة الموسيقى على كونسيرفاتوار الحكومية الأذربيجان، وواحدة من الشوارع المركزية في عاصمة باكو.

## فعاليته
يعتبر أبرز فناني وطنه ومن أجمل الأصوات الأذربيجانية.
و بداء بلبو لفعليته الفنية من عام 1916.
بلبول مؤلف أكثر من 200 نموذج من الفولكلور وثلاثة مجموعات من الأغاني الشعبية الأذربيجانية.
كذلك مؤلفه ترجمات الذي يترجم إلى اللغة الأذربيجانية من الروسية والقوقازي.
من الصدفة ان كان بلبول أول وأفضل أداء لدور كوروغلو في أوبرا «كوروغلو» لعمله ممتاز لملحن أوزيير هاجيبيوف.
في أكتوبر، 2012 تم أنشاء النصب التذكاري بولبول في باكو.مؤلفه المعمار أكيف
أسغاروف.

### لعبه في الأوبرا
- كوروغلو - ، عزير حجيبكوف << كوروغلو >>
- أسكار - عزير حجيبكوف،<< أرشين مال ألان >>
- غريب - غلير، << شهسام >>
- عليار - مسلم ماغوماييف، << نرجيز>>
- نظامي - أفراسياب بادالبيلي،<< نزامي >>
- فرحاد - نيازي، << خسرو وشيرين >>

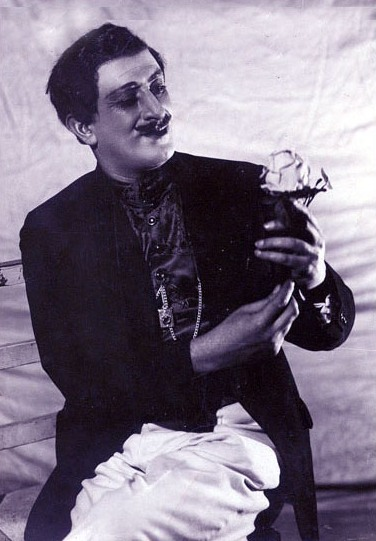
بلبول في أوبيرة ،<< أرشين مال ألان >>,بدور أسكار

- أسلان – قار قاراييف وكوفدات هاجييف، << فاتان >>
- ماريو - كاكومو بوتشيني، << توسكا >>

### الرومانسية، والأغاني الشعبية والتصنيفات التي يغني
- «دونك»(يأذري- Sənsiz) - عزير حجيبكوف[10]
- «حبيبتي» - عزير حجيبكوف
- «بلدي» - عاساف زينالي
- «سوسان سنبول» - أغنية شعبية
- «ياخان دويمالار» - أغنية شعبية
- «العيون الأسود» - أغنية شعبية
- «جال واوينا» - أغنية شعبية
- «خومار اولدوم» - أغنية شعبية

## الجوائر
- وسام الاتحاد السوفيييتي الحكومية الاذربايجان
- وسام لينين
- جائزة الاتحاد السوفيتي الحكومية
- وسام الراية الحمراء من حزب العمال
- وسام ثورة أكتوبر